# Stephanostomum tenue
Stephanostomum tenue är en plattmaskart. Stephanostomum tenue ingår i släktet Stephanostomum och familjen Acanthocolpidae. Inga underarter finns listade i Catalogue of Life.